# هایاشیما، اوکایاما
هایاشیما، اوکایاما (به لاتین: Hayashima, Okayama) یک منطقهٔ مسکونی در ژاپن است که در استان اوکایاما واقع شده‌است. هایاشیما  ۱۲٬۳۳۱ نفر جمعیت دارد.